# Uttara Kannada
Huyện Uttara Kannada là một huyện thuộc bang Karnataka, Ấn Độ. Thủ phủ huyện Uttara Kannada đóng ở Karwar. Huyện Uttara Kannada có diện tích 10291 ki lô mét vuông. Đến thời điểm năm 2001, huyện Uttara Kannada có dân số 1353299 người.